# Anthony Brown (Jazzmusiker)

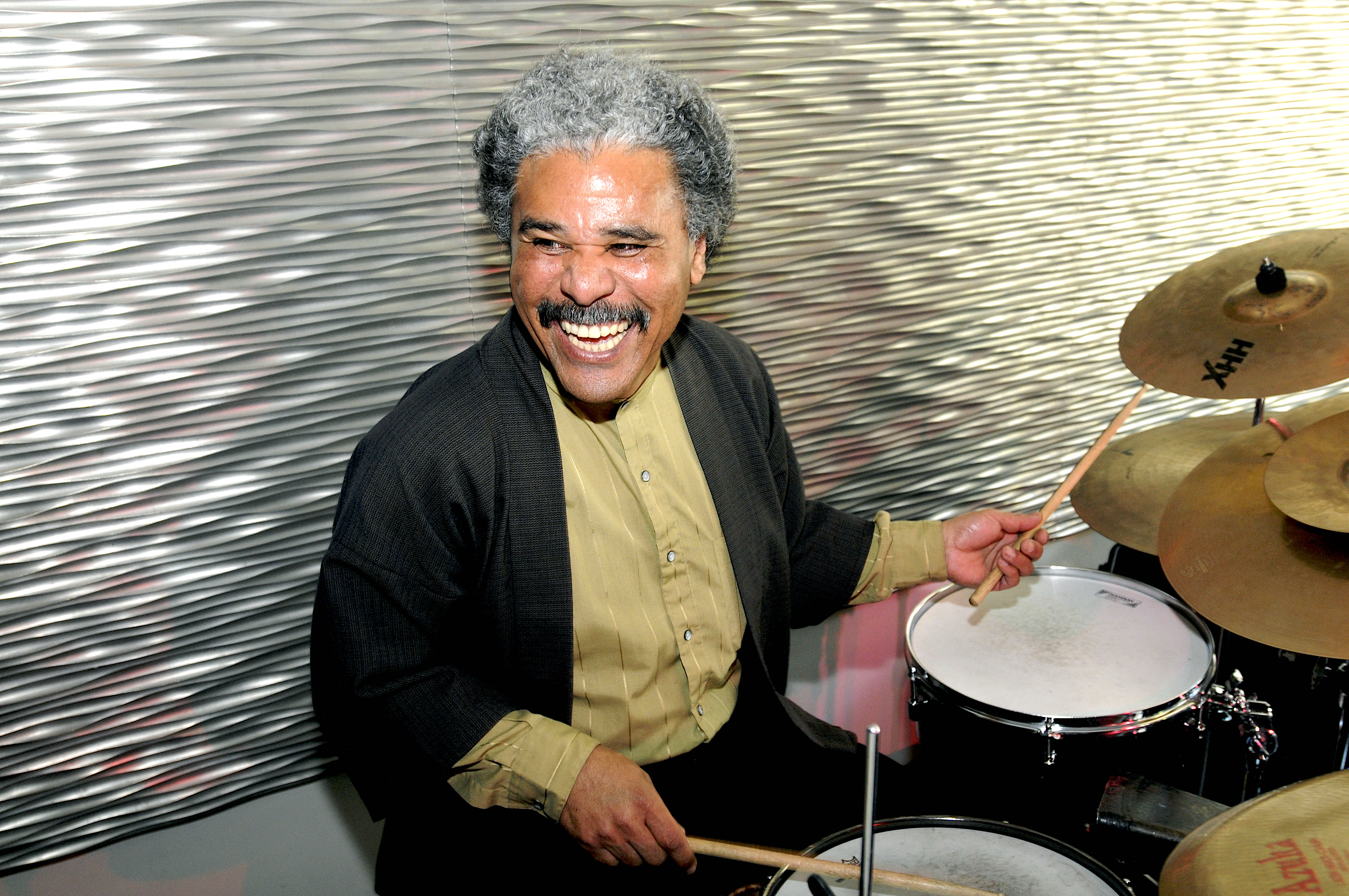
Anthony Brown, 2011

Anthony Brown (* 17. März 1953 in San Francisco) ist ein US-amerikanischer Perkussionist, Komponist, Musikpädagoge und Musikethnologe.

## Leben und Wirken
Brown wurde auf dem Militärstützpunkt Presidio in San Francisco geboren. Sein Vater war Sergeant Major of the Army mit Vorfahren aus Afrika und von den Choctaw, seine Mutter stammte aus Japan. Er verbrachte seine ersten Lebensjahre in Japan. Zunächst spielte er Gitarre und Bass, nach seinem Umzug 1966 nach Los Angeles wechselte er zum Schlagzeug und spielte in Bands von James Newton. Ab 1970 studierte er in Frankfurt Musiktheorie und Flöte. An der University of Oregon erwarb er Bachelorgrade in Musik und Psychologie.
Während seiner Dienstzeit in der US Army war Brown in Athen und Heidelberg stationiert. In dieser Zeit trat er u. a. mit James Newton, John Carter, David Murray und den Ensembles Muntu (Billy Bang, William Parker, Jemeel Moondoc) und Cultural Odyssey (Rasul Siddik, Idris Ackamoor, Jesse Sharps, Rashied Al Akbar, Joe McKinley) auf. Nach seiner Rückkehr nach San Francisco begann er als Mitglied der Gruppe United Front 1980 seine Laufbahn als professioneller Musiker und nahm 1981 sein erstes Album auf.
Im Auftrag der San Francisco Chamber Music Society komponierte Brown 1983 die Incantation Suite für Jazzquartett und Streichertrio. 1984 wirkte er als Gastkünstler der San Francisco Symphony an der Aufführung von Anthony Davis’ Wayang V mit, im Folgejahr an der Uraufführung von dessen Oper X: The Life and Times of Malcolm X beim American Music Theatre Festival in Philadelphia. 1985 zog er nach New York, wo er u. a. mit James Newton und Anthony Davis, Sirone, Mark Helias und Tim Berne zusammenarbeitete. An der Rutgers University studierte er Jazzperformance bei Ed Blackwell, Kenny Barron, Max Roach und Billy Taylor. Als Stipendiat der Ford Foundation absolvierte er an der University of California, Berkeley ein Dissertationsstudium im Fach Musikethnologie.
Nach dem Abschluss des Studiums wirkte er an der Smithsonian Institution als Kurator des  American Musical Culture Program und Direktor des Jazz Oral History Program. Mit dem Pianisten Roland Hanna und dem Bassisten Keter Betts gründete er 1993 das Smithsonian Jazz Trio. Außerdem trat er mit den Musikern Max Roach, Cecil Taylor, Zakir Hussain, Oliver Lake, David Murray, George Lewis, Andrew Hill, Julius Hemphill, Wadada Leo Smith und dem Del Sol String Quartet und den Lyrikern Sonia Sanchez, Janice Mirikitani, Jayne Cortez, Genny Lim, Victor Hernandez-Cruz und Devorah Major auf.
1997 wurde unter Browns künstlerischer Leitung das  Asian American Jazz Orchestra gegründet, das ab 1998 als Anthony Brown's Asian American Orchestra auftrat. Das Orchester war u. a. Gast der Jazzfestivals von Monterey, San Francisco und Chicago, beim San Francisco Asian American Jazz Festival, beim Earshot Festival und bei der Smithsonian Institution. Die Aufnahme der Far East Suite von Duke Ellington/Billy Strayhorn durch das Orchester wurde 2000 für einen Grammy als Best Large Jazz Ensemble Performance nominiert. Das mit Steve Lacy aufgenommene und 2003 veröffentlichte Album des Orchesters, Monk’s Moods mit Neuinterpretationen von Kompositionen Thelonious Monks, wurde vom Magazin Down Beat als eines der vier besten Alben des Jahres bezeichnet.
Nach Kompositionsaufträgen des Asian Heritage Council und der Rockefeller Foundation war Brown seit Mitte der 1990er Jahre als Komponist etabliert. Nach der Musik zu den Dokumentarfilmen Outside In Sight: the Music of United Front (1986) und Doubles: Japan and America's Intercultural Children (1995) komponierte er u. a. die Schauspielmusik zur Uraufführung von The Legacy Codes des Kollektivs TheatreWorks (2003) und von Philip Gotandas After The War (2007). Anerkennung von der Kritik fand seine Musik zu dem Dokumentarfilm Witness to Hiroshima (2008).
Als Gastprofessor unterrichtete Brown an der University of California, Berley. Meisterklassen und Vorlesungen hielt er u. a. an allen anderen Standorten der University of California, an der Columbia University, am Franz Schubert Konservatorium in Wien, an der National Academy of Sciences und der Smithsonian Institution. Am California Jazz Conservatory unterrichtet er Perkussion, Schlagzeug und Musikethnologie. 2005 gründete er die gemeinnützige Kunstorganisation Fifth Stream Music, deren Vorstand und künstlerischer Leiter er ist.